# Leonardo Ximenes

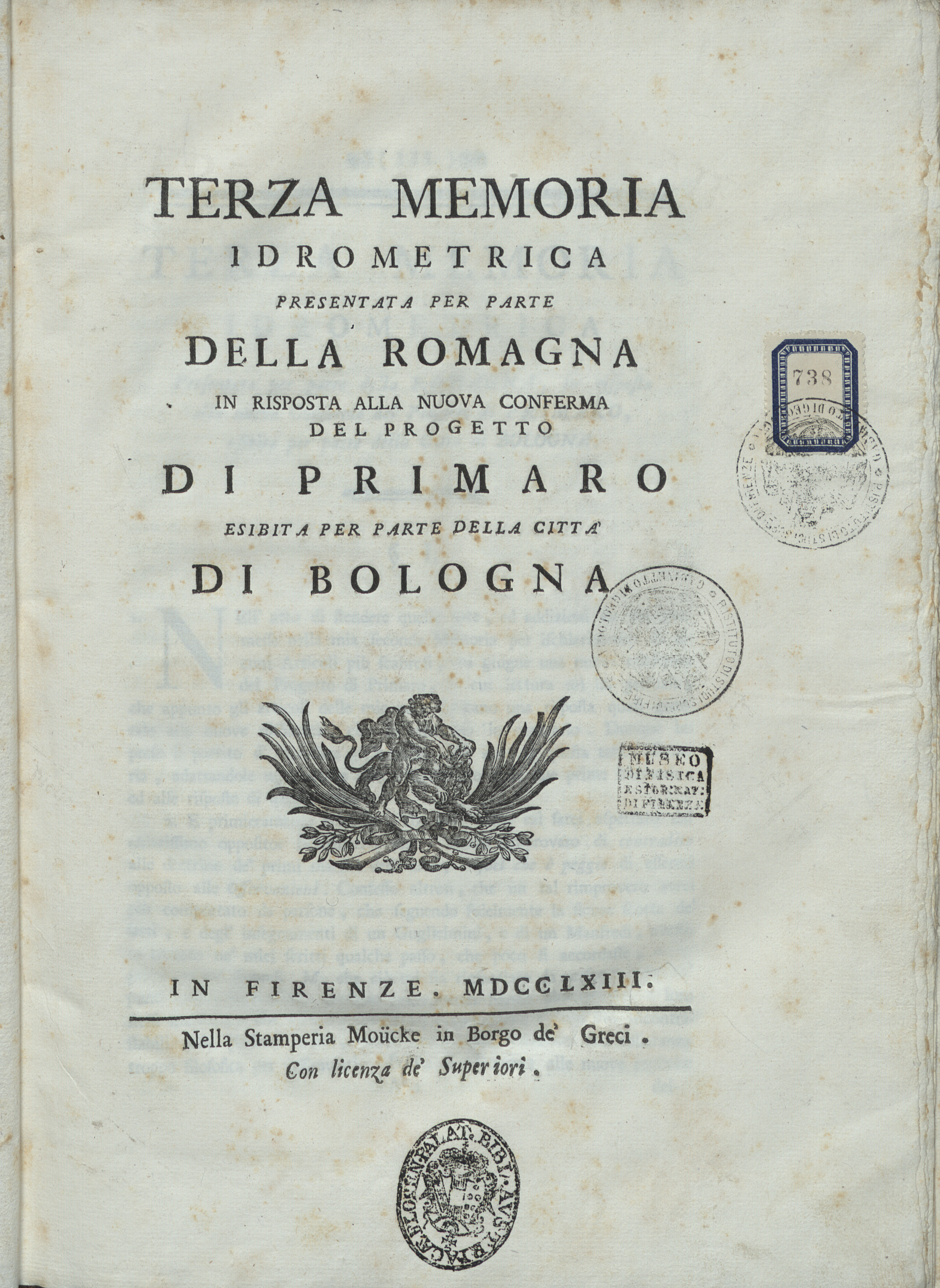
Terza memoria idrometrica

Leonardo Ximenes (ur. 27 grudnia 1716 w Trapani, zm. 4 maja 1786 we Florencji), włoski ksiądz jezuita, astronom, inżynier i geograf z regionu Toskanii.
Urodził się w Trapani, w rodzinie pochodzenia hiszpańskiego, studiował w miejscowym kolegium jezuitów, które znajduje się zaledwie jedną przecznicę od miejsca jego narodzin. Następnie przywdział habit jezuicki i został przydzielony do prowincji Toskanii.

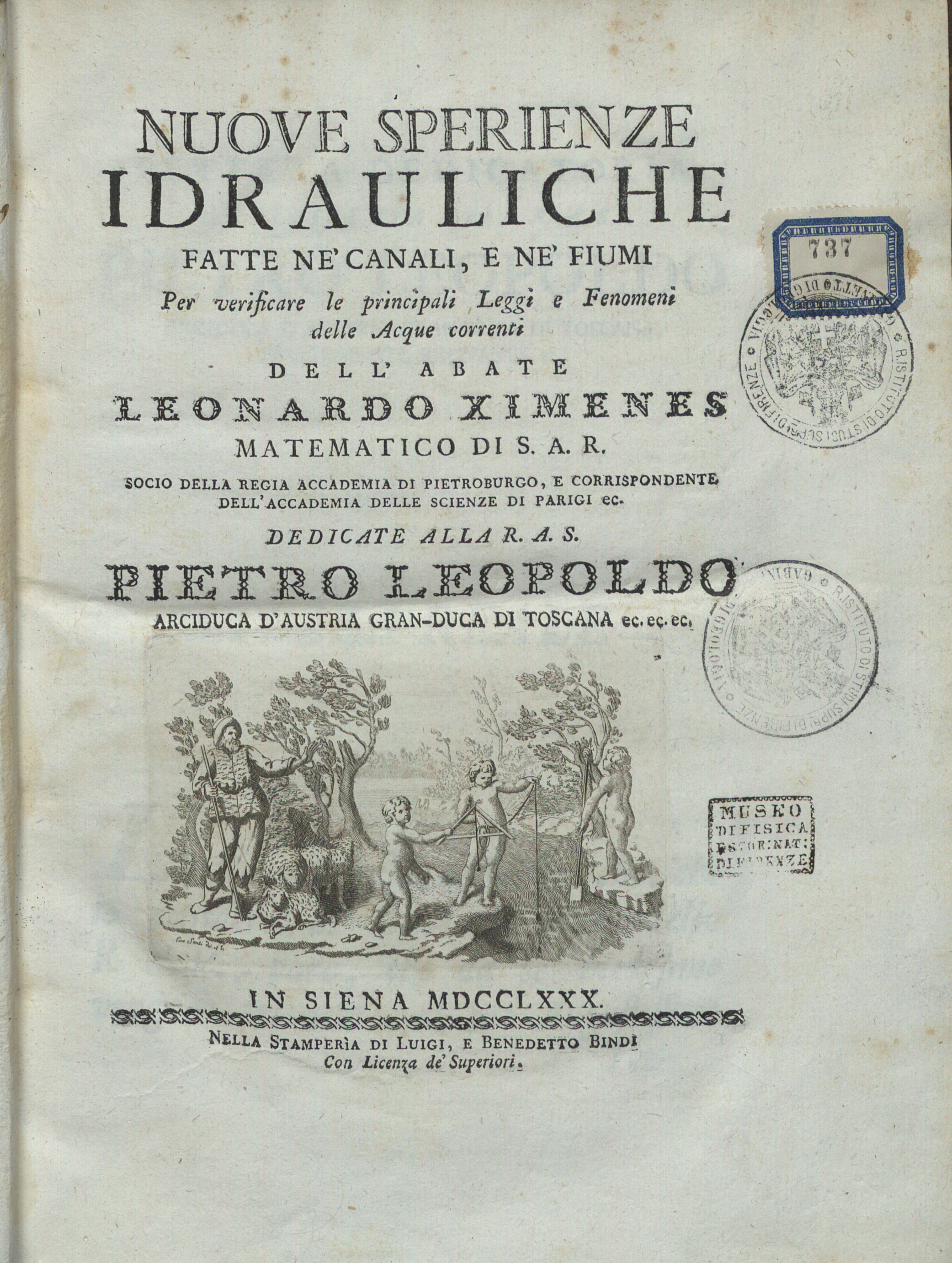
Nuove esperienze idrauliche, 1780

W 1755 roku rozbudował i udoskonalił meridianę w katedrze Santa Maria del Fiore.
W 1756 roku założył obserwatorium we Florencji (Obserwatorium Ximeniano), któremu poświęcił ostatnie lata swojego życia, a które do dziś nosi jego imię. Jest nadal jednym z najważniejszych obserwatoriów astronomicznych w Europie. Był także pisarzem oraz członkiem na wielu międzynarodowych uczelniach (Werona, Siena, Paryżu, Petersburg).